# 大迪特曼斯
大迪特曼斯是奥地利下奥地利州格明德县的一个市镇。总面积39.92平方公里，总人口2183人，人口密度54.7人/平方公里（2005年）。